# Sporting Life (film fra 1918)
Sporting Life er en amerikansk stumfilm fra 1918 af Maurice Tourneur.

## Medvirkende
- Ralph Graves - John
- Warner Richmond - Joe Lee
- Charles Eldridge - Miles Cavanagh
- Charles Craig - Malet de Carteret
- Henry West - Straker
- Constance Binney - Norah Cavanagh
- Faire Binney - Kitty Cavanagh
- Willette Kershaw - Olive de Carteret
- Harry Harris - Crake
- Eddie Kelly - Woodstock
- Clara Beyers